# Lynchius oblitus
Lynchius oblitus é uma espécie de anfíbio anuros da família Strabomantidae. Está presente no Peru. A UICN classificou-a como deficiente de dados.